# Liste der Staatsoberhäupter 1007
Übersicht
◄◄ | ◄ | 1003 | 1004 | 1005 | 1006 | Liste der Staatsoberhäupter 1007 | 1008 | 1009 | 1010 | 1011 | ► | ►►

Weitere Ereignisse

## Afrika
- Ägypten (Fatimiden)
  - Kalif: Al-Hakim (996–1021)

- Äthiopien
  - Kaiser (Negus Negest): Germa Seyum (999–1039)

- Ifrīqiya (Ziriden)
  - Herrscher: Badis ibn Ziri (995–1016)

## Asien
- Armenien
  - König: Gagik I. (989–1020)

- Bagan
  - König: Kunhsaw Kyaunghpyu (992–1014)

- Champa
  - König: Yan Pu Ku Vijaya Shrî (998–1007)
  - König: Harivarman III. (1007–1018)

- China
  - Liao (in Nordchina)
    - Kaiser: Shengzong (982–1031)

  - Nördliche Song
    - Kaiser: Zhenzong (987–1022)

  - Xi Xia
    - Kaiser: Tàizōng (1005–1031)

- Georgien
  - König: Gurgen (994–1008)

- Indien
  - Westliche Chalukya (in Westindien)
    - König: Saktivarman I. (1000–1011)

  - Chola (in Südindien)
    - König: Rajaraja I. (985–1014)

  - Kaschmir (Lohara-Dynastie)
    - König: Sangrama Raja (1003–1028)

  - Pala
    - König: Ramapala (ca. 974–ca. 1027)

  - Pratihara
    - König: Rajyapala (960–1018)

- Iran
  - Buyiden
    - Herrscher von Dschibal: Schams ad-Daula Abu Tahir Fulan (997–1021)
    - Herrscher von Fars, Chuzistan und Kirman: Baha ad-Daula Abu Nasr Firuz (998–1012)

  - Ghaznawiden
    - Herrscher: Mahmud (997–1030)

- Japan
  - Kaiser: Ichijō (986–1011)

- Khmer
  - König: Jayaviravarman (1002–1011)

- Korea
  - Goryeo
    - König: Mokjong (997–1009)

- Kalifat der Muslime
  - Kalif: al-Qādir bi-'llāh (991–1031)

## Europa
- Bulgarien
  - Zar: Samuil (997–1014)

- Burgund
  - König: Rudolf III. (993–1032)

- Byzantinisches Reich
  - Kaiser: Basileios II. (976–1025)

- Dänemark
  - König: Sven Gabelbart (986–1014) (1013–1014 König von England), (986–995, 1000–1014 König von Norwegen)

- England
  - König: Æthelred der Unberatene (978–1013, 1014–1016)

- Frankreich
  - König: Robert II. (996–1031)
  - Anjou
    - Graf: Fulko III. (987–1040)

  - Aquitanien
    - Herzog: Wilhelm V. (995–1030)

  - Auvergne
    - Graf: Wilhelm IV. (989–1016)

  - Bretagne
    - Herzog: Gottfried I. (992–1008)

  - Burgund (Freigrafschaft)
    - Pfalzgraf: Otto Wilhelm (982–1026)

  - Maine
    - Graf: Hugo III. (992–1015)

  - Normandie
    - Herzog: Richard II. (996–1026)

  - Grafschaft Toulouse
    - Graf: Wilhelm III. (960–1037)

- Heiliges Römisches Reich
  - Römisch-deutscher König: Heinrich II. (1002–1024) (ab 1014 Kaiser)
    - Bayern
      - Herzog: Heinrich V. (1004–1009)

    - Böhmen
      - Herzog: Jaromír (1004–1012, 1033–1034)

    - Flandern
      - Graf: Balduin IV. (988–1035)

    - Holland
      - Graf: Dietrich III. (993–1039)

    - Kärnten
      - Herzog: Konrad I. (1004–1011)

    - Lausitz
      - Markgraf: Gero (993–1015)

    - Luxemburg
      - Graf: Heinrich I. (998–1026) (1004–1009, 1017–1026 Herzog von Bayern)

    - Meißen
      - Markgraf: Gunzelin (1002–1009)

    - Niederlothringen
      - vakant (1005/06–1012)

    - Nordmark
      - Markgraf: Werner von Walbeck (1003–1009)

    - Oberlothringen
      - Herzog: Dietrich I. (984–1026/27)

    - Sachsen
      - Herzog: Bernhard I. (973–1011)

    - Schwaben
      - Herzog: Hermann III. (1003–1012)

- Italien
  - Nationalkönig: Heinrich II. (1004–1024)
  - Amalfi
    - Herzog: Johannes I. (II.) (1004–1007)
    - Herzog: Sergius II. (III.) (1007–1028)

  - Benevent (gemeinsame Herrschaft)
    - Herzog: Pandulf II. (981–1014) (1009–1014 Fürst von Capua)
    - Herzog: Landulf V. (987–1033)

  - Capua
    - Fürst: Landulf VII. (999–1007)
    - Fürst: Pandulf II. (1007–1022)

  - Ivrea
    - Markgraf: Arduin II. (999–1015)

  - Kirchenstaat
    - Papst: Johannes XVIII. (1004–1009)

  - Montferrat
    - Markgraf: Wilhelm III. (991–1042)

  - Neapel
    - Herzog: Sergius IV. (1002–1036)

  - Salerno
    - Fürst: Waimar III. (994–1027)

  - Sizilien (Kalbiten)
    - Emir: Dscha'far al-Kalbi (998–1019)

  - Toskana
    - Markgraf: Bonifatius III. (1002–1012)

  - Venedig
    - Doge: Pietro II. Orseolo (991–1009)

- Kroatien (1000–1020 gemeinsame Regierung)
  - König: Krešimir III. (1000–1030)
  - König: Gojslav (1000–1020)

- Norwegen
  - König: Sven Gabelbart (987–995, 1000–1014) (986–1014 König von Dänemark), (1013–1014 König von England)

- Polen
  - Herzog: Bolesław I. Chrobry (992–1025) (ab 1025 König), (1003–1004 Herzog von Böhmen)

- Russland
  - Großfürst: Wladimir I. (980–1015)

- Schottland
  - König: Malcolm II. (1005–1034)

- Schweden
  - König: Olaf Schoßkönig (um 995–1022)

- Spanien
  - Barcelona
    - Graf: Raimund Borrell (992–1017)

  - Kalifat von Córdoba
    - Kalif: Hischam II. (976–1009, 1010–1013)

  - Kastilien
    - Graf: Sancho García (995–1017)

  - León
    - König: Alfons V. (999–1028)

  - Navarra
    - König: Sancho III. (1000–1035)

- Ungarn
  - König: Stephan I., der Heilige (997–1038) (bis 1000 Großfürst)

- Zeta (im heutigen Montenegro)
  - Fürst Jovan Vladimir (989–1015)